# 累進課税
累進課税（るいしんかぜい）とは、課税標準（税額を計算する対象）が増えるほど、より高い税率を課する課税方式のことをいう。また、この制度下における税率は「累進税率」と称される。

## 方式
累進課税には大きく2つの方式がある。
1. 課税標準が一定額以上となった時、その全体に対して、より高い税率を適用する単純累進税率方式（たんじゅんるいしんぜいりつほうしき）
2. 一定額以上になった場合にその超過金額に対してのみ、より高い税率を適用する超過累進税率方式（ちょうかるいしんぜいりつほうしき）がある。日本ではこちらを採用する。

単純累進税率方式では税率が課税標準の変化に応じて非連続的、階段状に変化するため、課税標準が増えた以上に税金賦課額が増加することがあり得る（年収の壁）が、超過累進税率の場合はそのようなことはない。

## 累進課税の特徴・評価
租税が累進的か逆進的かは個々の税ごとに異なり、通常どの国家も逆進的な税と累進的な税を組み合わせて租税を徴収している。政府の課税制度の累進性は、個々の税ではなく、各所得者層の負担する全租税が所得に占める割合で算定される。このようにして算定された累進性の度合いが適正かどうかについて、様々な観点から評価がなされている。

### メリット
- 累進税は税制を評価するいくつかの基準のうち、垂直的平等（応能原則）を満たす税制である[1]。
- 近代以降の国家は富の再分配の観点に立ち、富を一部の階層へ集中させず国民全体に広く分配することで社会福祉を実現してきた。高所得者の所得に高い税率を課し、低所得者の税率を低くする累進課税は、富の再分配を端的に実現する税制といえる。
- 所得格差が大きいと社会不安が増大するのでその解決方法として高額所得を減殺し格差を是正することでそれを抑えられる。
- 封建制の本質は政治的身分と経済的身分の世襲であるが、所得税の累進課税と相続税とで相続される所得を削ぎ、身分階級の固定化（封建制）の阻止を図ることが出来る。
- 累進課税制度は、消費性向（所得のうち消費にいく割合）の高い中低所得者には税率が低く設定され消費を促し、消費性向（所得のうち消費にいく割合）の低く、所得の割にはお金を使わない高額所得者に対しては税率が高い。本来なら貯蓄などにいくお金が中低額所得者に所得移転し消費の拡大を図ることができる。すなわち、平均消費性向（国家全体においての家計所得のうち消費へ向かう割合）が高まる。そして、平均消費性向は乗数効果の乗数であるため、需要全体を押し上げる働きがあるといわれている。
- 好景気の際に増税として、不況の際には減税として機能するビルト・イン・スタビライザー効果が指摘される。

### デメリット
累進税は、税のない場合や比例税、定額税に比べて経済効率性を阻害する。例えば、累進所得税は労働者のモチベーションを低下させ、労働供給を低下させる。また、税の累進性の上昇は経済効率性の阻害要因である。ベストセラー作家のアガサ・クリスティは、「税金を払うために一年一冊は書かねばならないが、それ以上書けば国税庁を太らせるだけの愚行」として執筆ペースを抑えていた。
地方（州）レベルの政府は累進税を採用したがらない傾向がある。隣接する二つの行政区で税率が異なれば、人々はより税率の低い地域に移転したがるからである（足による投票）。ただしこのような効果は、国家レベルの税制ではほぼ無視できる（たとえばドイツが一国だけで強い累進課税を採用すればオーストリアやスイスに移住する富裕層が増えるであろうが、そういう条件にある国はきわめて少ない）。

## 逆進税
累進課税とは逆に、所得が少ない人ほど税の負担率が高くなる租税を逆進税という。
ある税が逆進的かどうかは所得に対する税率で評価される。たとえば高所得者層が支払う税の総額が低所得者層の支払う総額を上回っていたとしても、低所得者の所得に占める税負担の割合が高所得者の負担割合より大きい場合、その税は「逆進的」であると評価される。そのような例としては、一般消費税や個別消費税（たばこ税、酒税）がある。
また、人頭税についても、所得の多寡にかかわらず人間単位で同じ税額を課すものであるため、家計所得に対して逆進的に作用するとの説明がされることがある。

## 学者の見解
経済学者の飯田泰之は「1990年代のアメリカが安定的に成長できた原因の一つは、ビル・クリントン政権が累進課税を強めたことにある」と指摘している。飯田は「強めの累進課税が、景気の乱高下を防ぐ」と指摘している。
経済学者が累進課税を評価しない理由について、経済学者のハル・ヴァリアンは「現実の世界では、収入は本人の生産性と税率だけで決まるわけではない。例えば、運もある。運がよかっただけで高収入を得ている人は、累進課税で高い税率を課せられても働き方を変えるわけではない。たまたま得た収入に課税をするのが当然ではないか。それなのに従来のミクロ経済学者は、運が大切な要因であることを見過ごしている。最適税率に関しても見込み違いをしている可能性が高い」と指摘している。
自由主義者とされるフリードリヒ・ハイエク、ミルトン・フリードマンは、所得は貢献度に応じて支払われるべきものであり、累進課税等による所得再分配政策は認めていない。しかし、その一方では、貧困問題を放置するべきではないという姿勢を一貫して示している。

### 長時間労働是正としての効果
テキサス大学のハマメッシュ教授とミシガン大学のスレムロッド教授は、高所得者ほどワーカホリックに陥りやすいのであれば、累進所得税をかけることが対策として有効であると主張している。経済学者の大竹文雄は「日本の所得税の累進度は1990年代後半から低下してきたが、長時間労働が問題になりだしたのも1990年代後半からである」と指摘している。

### 日本
日本の累進税についてなされる議論のひとつは主に税率の高低に関するものであり、他の先進諸国と比較して税率が高いかどうかということが論点となる。もうひとつには累進税そのものの公平性を争う議論もある。
経済学者の土居丈朗は「日本の所得税制度には、大きな歪みがある。国民の所得総額は年間約250兆円あるが、実際に所得税が課される対象となる課税所得はその内の約110兆円である。残り140兆円は、控除に次ぐ控除で、課税対象から外されている。控除のやり方に大きな問題がある。日本の所得税制度は世界的に見て、所得課税による格差是正効果が極めて低い。所得の多い人ほど、税負担が軽くなる」と指摘している。
小泉内閣の国務大臣であった竹中平蔵は、「（人が）同じように責任を果たし、義務を負うのであれば、税は所得に対して課するのではなくて、人頭税が望ましいでしょう」として累進課税は不公平であるから、人頭税導入が理想であると主張した。
竹中平蔵は「一番よい税は一人ずつ払うという意味でシンプルな人頭税であるが、もっと言えば税金の無い社会が一番よい」と指摘している。竹中は「富裕層が政府に大金を寄付する、油田の発掘によって国家予算が全額賄えるならそれに越したことはない」と指摘している。

## 日本の累進課税
日本における累進課税方式の代表例は政府税収の多くを占める所得税と、贈与税である。かつては地方公共団体の住民税も累進税であったが、2007年度から一律10%（道府県税4%、市町村税6%）となった。
日本の所得税制度における所得控除は、一定金額以下の所得には課税しないため累進所得税と同じ効果をもたらす。